# Архангельский погост (Киржачский район)
Архангельский Погост (устар. Погост Архангельский на Утроке → Погостъ Архангельскiй на Утрокѣ) — бывший населённый пункт (ныне урочище) в Киржачском районе Владимирской области России. Сохранилось кладбище, здание храма.

## География
Расположен в 15 километрах к востоку от Киржача, в 2 километрах к северо-востоку от деревни Халино.

## История
Согласно историческим источникам, храм на погосте существовал уже в начале XVII века.
В XIX веке входил в состав Фуниково-Горской волости Покровского уезда Владимирской губернии.
К 1708 году в Архангельском приходе значилось 94 двора. К концу XIX века в приход храма Архангела Михаила входили деревни Фуникова Гора, Митино, Халино, Новосёлки, Офушино, Хмелево и Новинки, с общим числом жителей более 2000.
20 августа (2 сентября) 1863 года в церкви Архангела Михаила Архангельского Погоста был крещён будущий учёный изобретатель, пионер цветной фотографии Сергей Михайлович Прокудин-Горский. В 1814—1837 годы вместо старой деревянной церкви был выстроен новый каменный храм в стиле классицизма с тёплым и холодным приделами. В 1870-е годы был учреждён укрупненный Архангельско-Козлятьевский приход, в котором храм Архангельского Погоста оставался главным. В 1885 году в церковном доме на погосте открыта церковно-приходская школа, в 1896 году в ней было 60 учащихся..

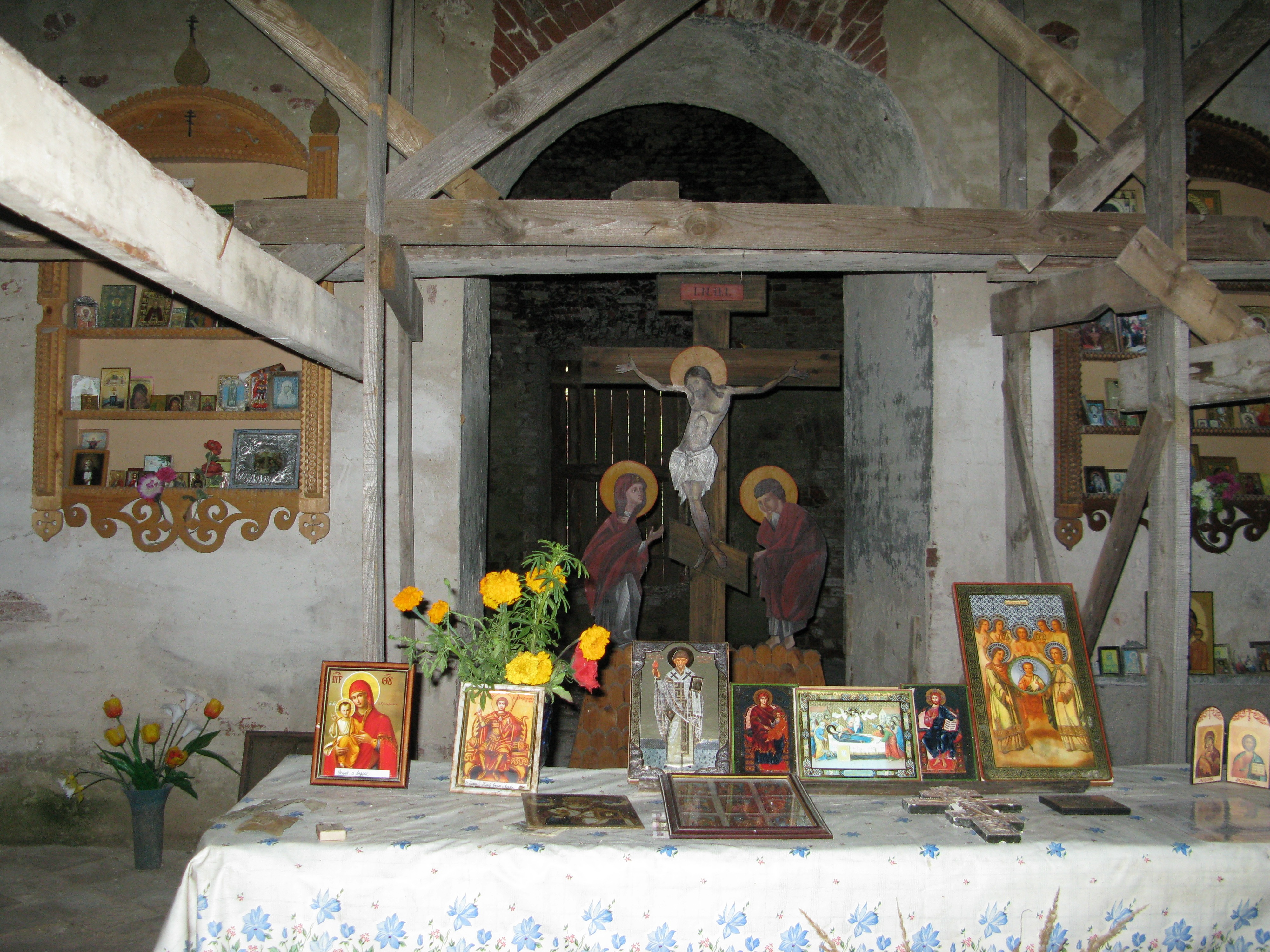
Внутри храма Архангела Михаила Архангельского Погоста (2010 год)

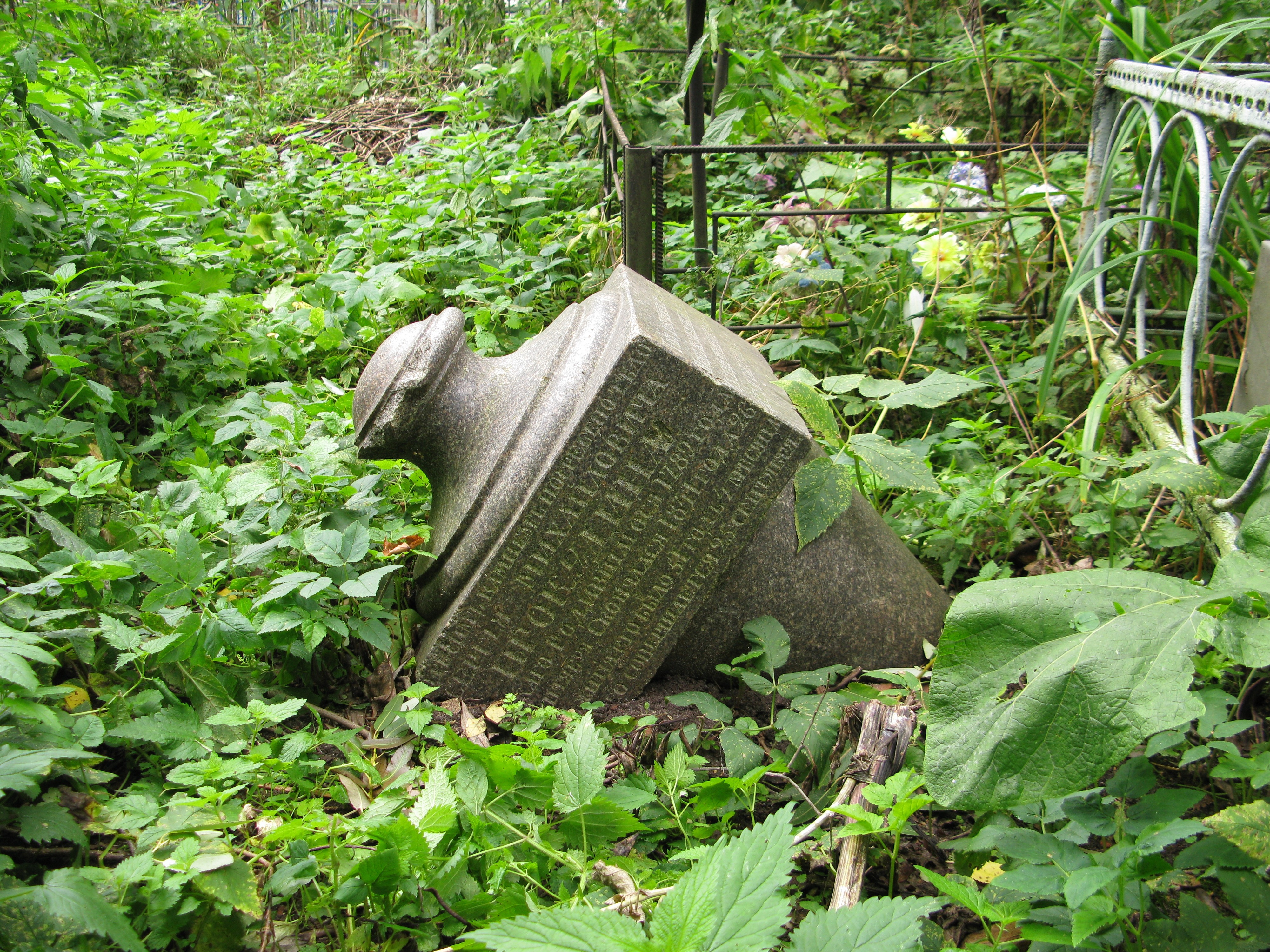
Могила земского исправника С. М. Прокудина-Горского на кладбище Архангельского Погоста (2010 год)

В 1920-е или 1930-е годы храм Архангельского Погоста был закрыт.

## Михайло-Архангельский храм
В конце 1990-х — начале 2000-х годов храм стали очищать от мусора, был установлен новый крест на куполе, однако ремонтные работы велись очень медленно в связи с малочисленностью прихожан и нехваткой финансовых средств. С начала 2000-х в храме совершались молебны и панихиды священниками Киржачского Благовещенского женского монастыря. Ремонтно-восстановительные работы продолжались силами небольшой общины. Свод храма находился в аварийном состоянии. Первую литургию отслужили в 2016 году. В июне 2019 года был назначен настоятель, и в сентябре был зарегистрирован приход.

## Кладбище
Кладбище Архангельского Погоста является действующим, однако старые могилы находятся в заброшенном состоянии или уже полностью утрачены. В 2008 году при расчистке территории погоста было обнаружено полуразрушенное надгробие Сергея Михайловича Прокудина-Горского (1789—1841), покровского земского исправника, попечением которого был воздвигнут храм Архангела Михаила.
16 января 2017 года на кладбище был похоронен Валерий Михайлович Халилов (1952—2016) — российский дирижёр и композитор, начальник ансамбля — художественный руководитель Академического ансамбля песни и пляски Российской армии имени А. В. Александрова, погибший в катастрофе ТУ-154 под Сочи.